# Joan de Mata
Joan de Mata (Faucon dau Caire o Faucon-de-Barcelonnette, Provença, França, 23 de juny de 1160? - Roma, Itàlia, 17 de desembre de 1213) fou un frare provençal, fundador de l'Orde Trinitari. És venerat com a sant des del 1666, quan va ser canonitzat per Alexandre VII.

## Biografia

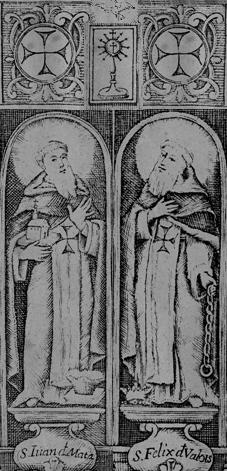
El sant i Fèlix de Valois, fundadors dels trinitaris; gravat del 1700

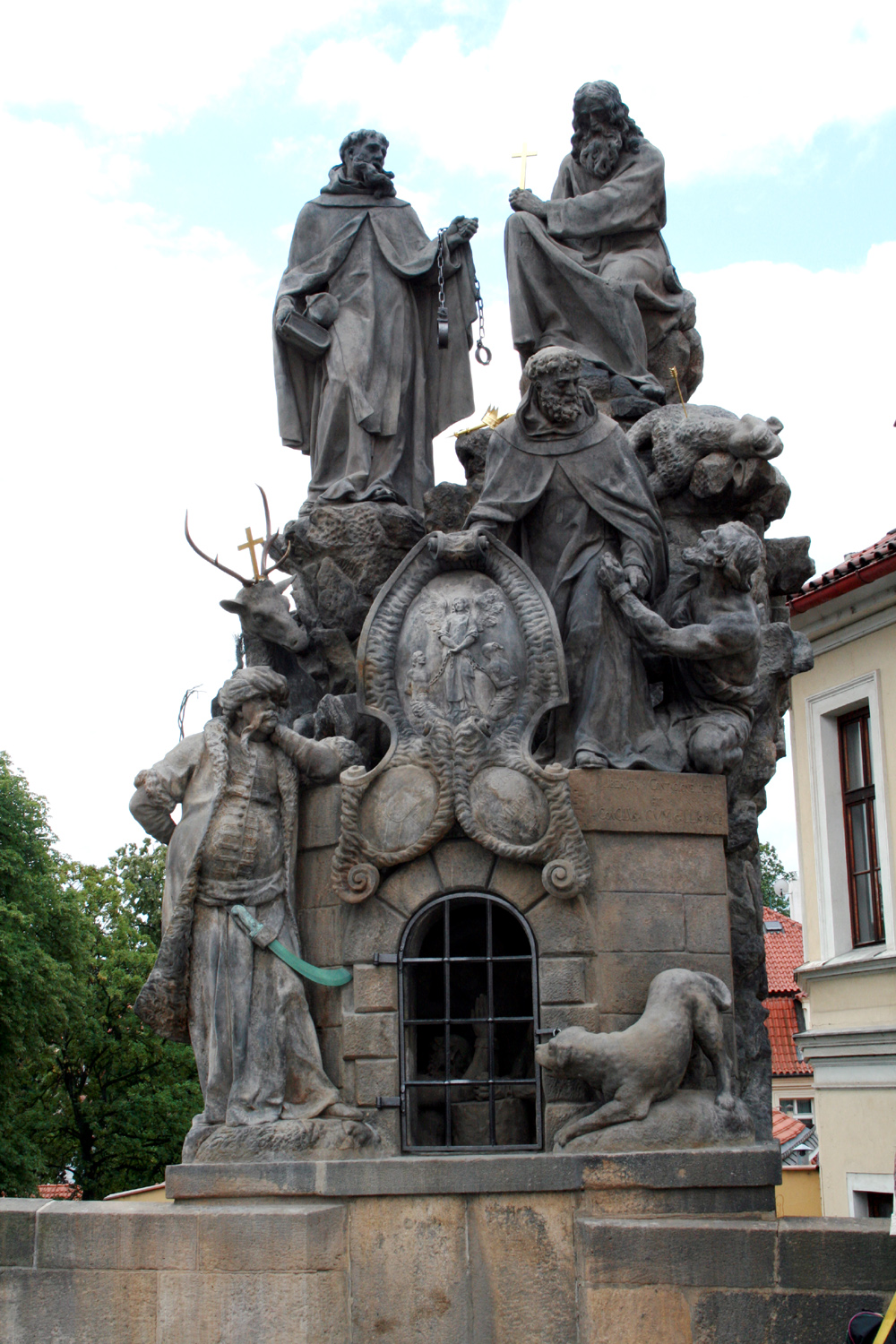
Sant Joan de Mata i Fèlix de Valois, al Pont de Carles de Praga, s. XVIII

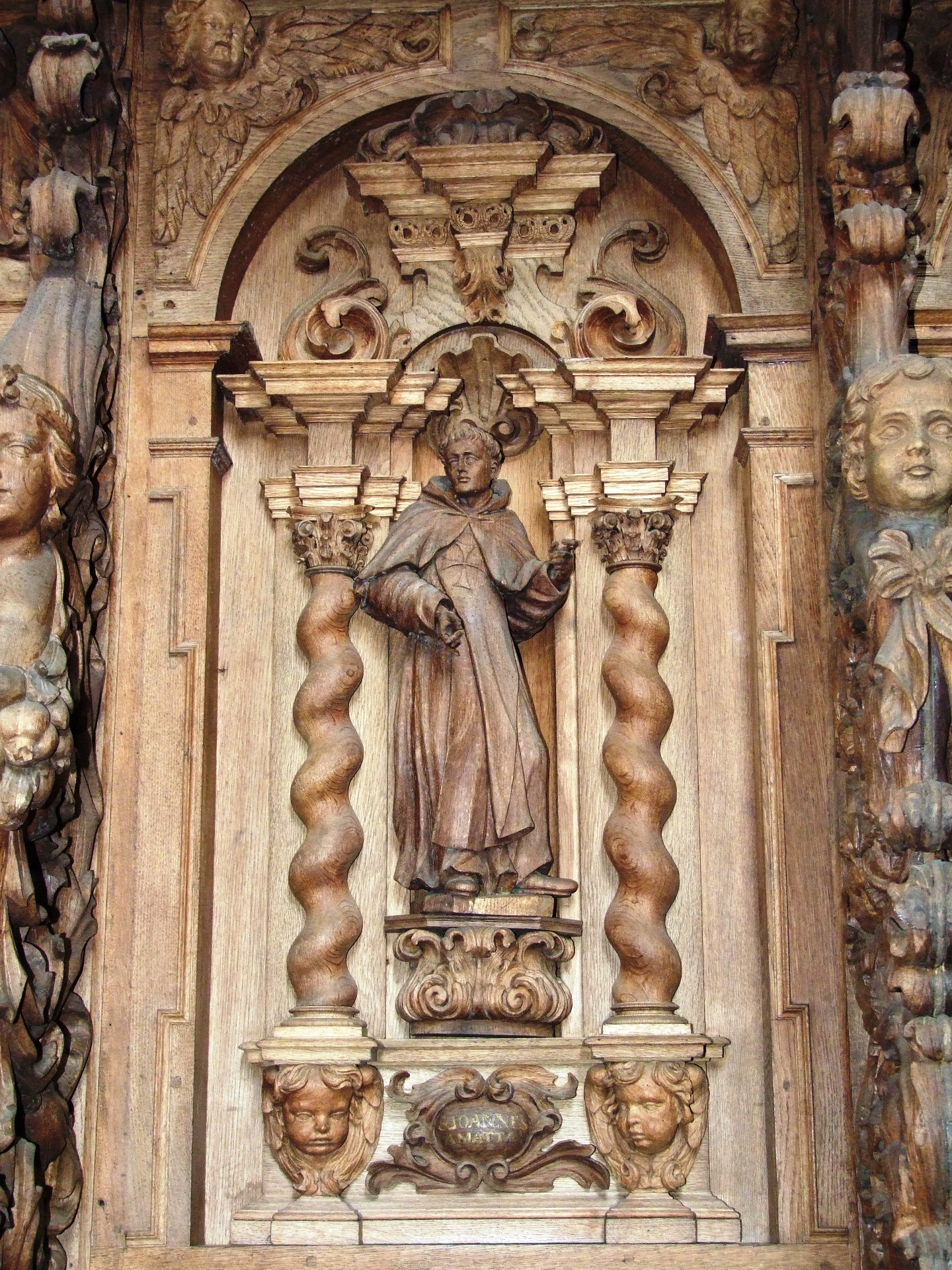
Talla del cadirat del cor de la cartoixa de Buxheim, s. XVIII

De família noble, havia nascut a Faucon dau Caire
cap al 1150-1160; era fill d'Eufemi de Mata, senyor català que havia rebut de Ramon Berenguer III, comte de Barcelona i Provença, les terres de Faucon. La família es va traslladar a Marsella, on Joan va començar els seus estudis. La seva mare, molt pietosa, li fa visitar hospicis i presons, perquè vegi la vida d'altres menys afortunats i comenci a ajudar-los. Va estudiar a Ais de Provença i marxà a la Universitat de París a estudiar-hi teologia.
El bisbe de París, Maurice de Sully, el va encoratjar a fer-se religiós i el 1192 va ser ordenat sacerdot. Segons la tradició hagiogràfica, durant la celebració de la seva primera missa li aparegué un àngel que li inspirà la fundació d'un orde religiós destinat al rescat de presoners cristians en mans de musulmans
Obtingut el permís del papa Innocenci III el 17 de desembre de 1198, va fundar a Cerfroid (Regne de França), la primera comunitat d'aquest orde, consagrada a la Santíssima Trinitat i posada sota la protecció de la Mare de Déu del Remei: l'Orde de la Santíssima Trinitat per a la Redempció de Captius. Joan va ésser-ne elegit superior i l'orde va ésser aprovat definitivament el 1209. Cap al segle xvii es va crear una llegenda que uneix a Joan de Mata un segon sant cofundador, l'eremita Fèlix de Valois: aquesta figura, sense existència real, respon al desig de vincular els orígens de l'orde a la dinastia reial francesa dels Valois.
Després de Cerfroid es fundaren les comunitats de Planels i Bourg-la-Reine i, poc després, la de París, prop de la capella de Saint-Mathurin. Els primers cristians alliberats van ésser-ho el 1201. En 1202 i 1210, Joan va viatjar a Tunísia tot portant-ne cristians rescatats. A partir de llavors, milers de presoners van ésser alliberats, a canvi de frares trinitaris; principalment, procedien de presons del Marroc, Algèria i Tunísia. Anà a Roma, on, sota la protecció d'Innocenci III, fundà un convent i un hospital per a pelegrins a l'església de San Tommaso in Formis, al Celi, que va passar a l'orde. Aquí, el 1209, va conèixer Sant Francesc d'Assís de qui es va fer amic.
Va morir el 17 de desembre de 1213 a Roma.

## Veneració
Joan de Mata era venerat al si de l'orde trinitari, que va demanar a la Santa Seu la seva canonització. Després d'un procés començat el 1630, el culte a Joan de Mata va ser aprovat en 1655 i declarat "immemorial" (la qual cosa equival a la canonització) el 21 d'octubre de 1666, per Alexandre VII. En 1694, la seva festa, marcada per al 8 de febrer, va ser declarada com a universal a tota l'Església catòlica, essent confirmada per Innocenci XII. Des del 1955, la seva festivitat litúrgica és el 17 de desembre.
Les seves relíquies van ser sebollides a S. Tommaso in Formis, on el 1655 van ser robades per uns frares trinitaris que les van portar fins a Madrid, on van ser al Convent dels Trinitaris de Juan de Alarcón. Quan, el 1835, aquest va ésser enderrocat, van ser traslladades al Convent de les Trinitàries de Madrid. El sarcòfag original medieval, procedent de Roma, es guarda avui al Museo Arqueológico de Madrid. Les restes van traslladar-se novament, el 1966, a Salamanca, al col·legi dels trinitaris. Finalment, el 1998, en acabar-se la construcció de la parròquia de San Juan de Mata a Salamanca, l'urna amb les relíquies es va instal·lar a l'interior d'aquesta església.

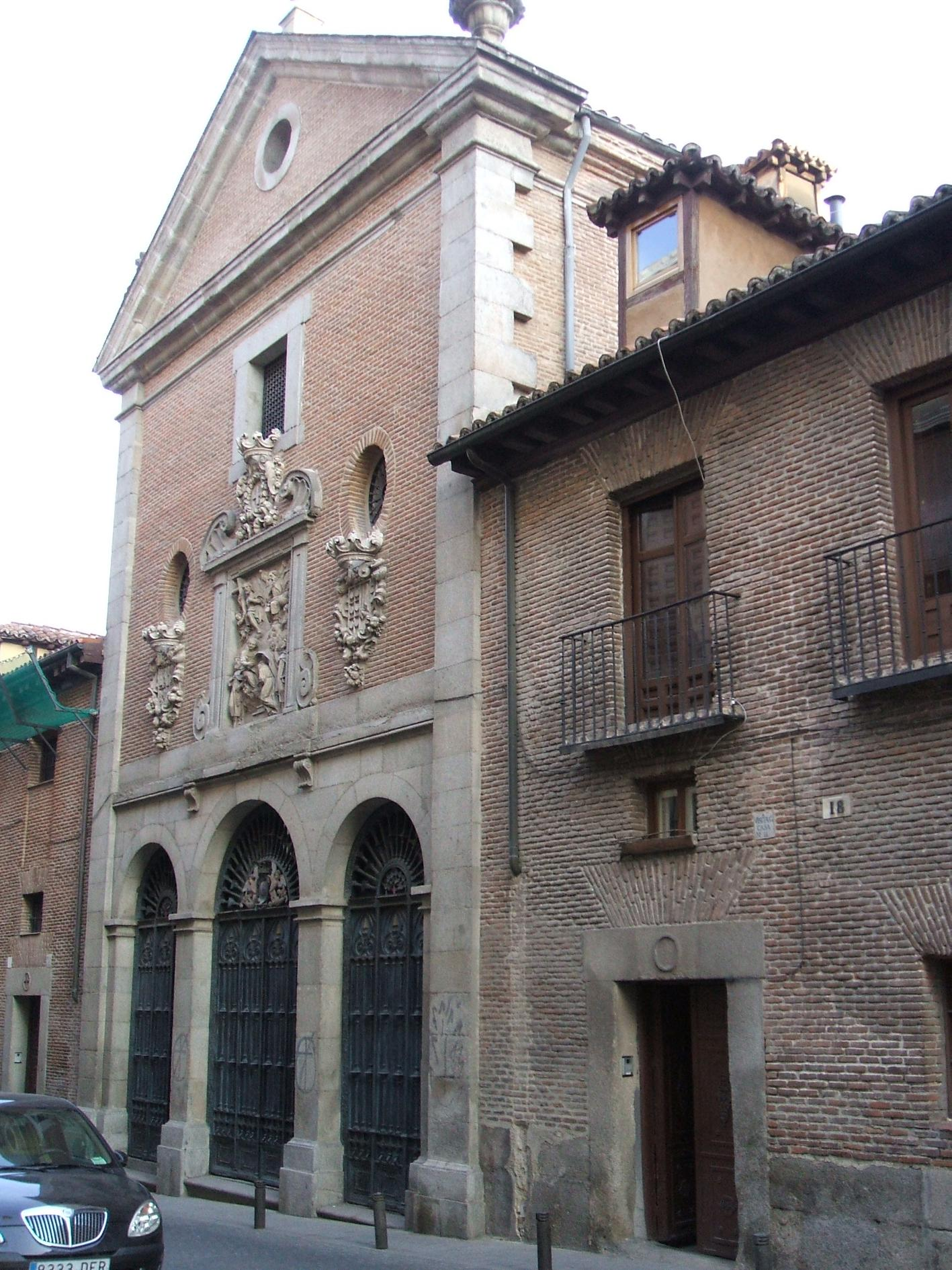
Convent de les Trinitàries de Madrid, on hi havia la tomba del sant entre 1835 i 1966
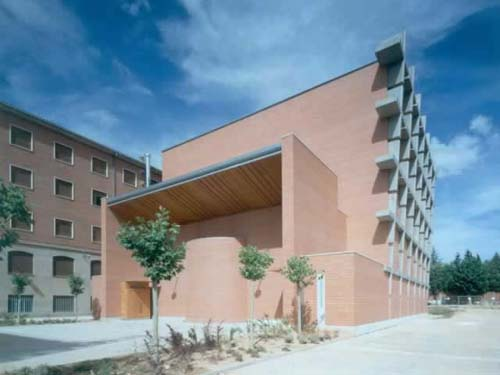
Parròquia de S. Juan de Mata, a Salamanca, inaugurada el 1998, amb l'urna de les relíquies del sant
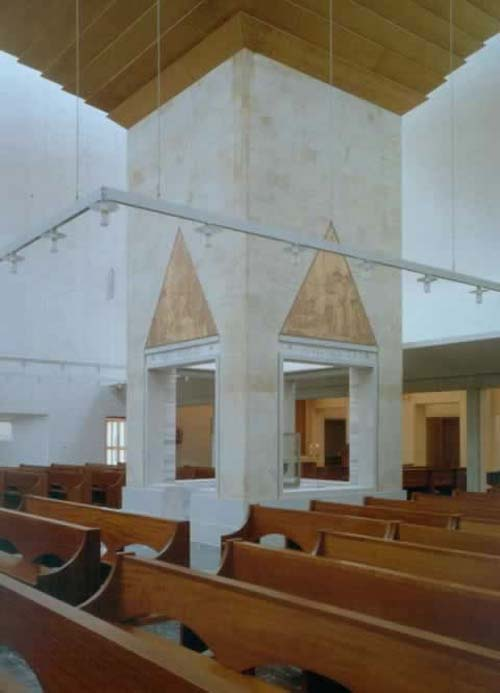
Interior de la parròquia salmantina, amb el lucernari que conté el reliquiari del sant
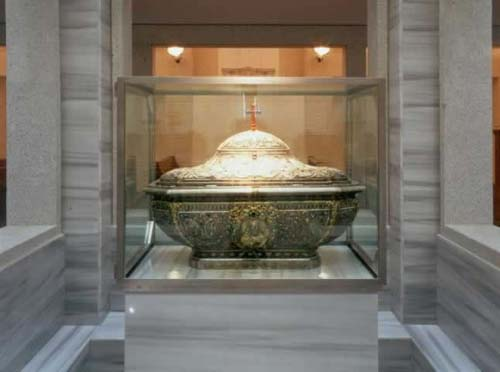
Urna barroca amb les relíquies del sant, a Salamanca